# Небліна (гора)
Небліна або Піку-да-Небліна (порт. Pico da Neblina) — найвища вершина Бразилії, розташована в штаті Амазонас (мікрорегіон Ріу-Неґру). Гора розташована поряд з державним кордоном Бразилії, так що її північні схили вже розташовані на території Венесуели.

## Назва
Назва гори походить від слова neblina, що означає «туман» португальською і іспанською мовами. Перше сходження було здійснене у 1965 році службовцями бразильської армії.

## Вимірювання висоти
Вершина була вперше досліджена бразильським топографом Жозе Амброзіо ді Міранда Помбу (José Ambrósio de Miranda Pombo) в 1956 році. Він виміряв її висоту як 3014 м. Ці дані були скореговані вже в 2005 році, коли картограф Марку Ауреліо ді Алмеіда Ліма (Marco Aurélio de Almeida Lima), працівник Бразильського інстинуту географії та статистики і Військового інженерного інституту виміряв висоту за допомогою найновіших засобів (таких як GPS), та отримав величину 2994 м.

## Природа
До висоти 1000 м гора вкрита тропічним лісом, від 1000 до 1700 м — низькорослими деревами та кущами. Від 1700 до 2000 м — гірські луки, вище 2000 м рослинності майже немає.
Територія північних схилів гори охороняється і входить до складу частину національного парку Небліна в Венесуелі. Більша частина південних схилів теж охороняється як частина бразильського національного парку Піку-да-Небліна. Ці парки, разом з парком Паріма-Тапірапеко (Parima-Tapirapeco) в Венесуелі створюють заповідну область площею близько 80 тис. км², найбільшу у світі систему національним парків в зоні тропічних лісів.